# Kati Horna
Kati Horna (* 19. Mai 1912 in Budapest; † 19. Oktober 2000 in Mexiko-Stadt), geboren als Katalin Deutsch, war eine in Ungarn geborene mexikanische Fotojournalistin, surrealistische Fotografin und Lehrerin. Sie wurde in Budapest geboren, das damals zum österreichisch-ungarischen Kaiserreich gehörte, lebte in Deutschland, Frankreich und Spanien und wurde später als Mexikanerin eingebürgert. Die meisten ihrer Werke gingen während des Spanischen Bürgerkriegs verloren. Sie war eine der einflussreichsten Fotografinnen ihrer Zeit. Durch ihre Fotografien gelang es ihr, die Sichtweise der Menschen auf den Krieg zu verändern. Das gelang Horna unter anderem durch die Anwendung einer Strategie, die sie „gendered witnessing“ nannte. Die geschlechtsspezifische Sichtweise bestand darin, die Vorstellung, dass der Krieg eine vorwiegend männliche Angelegenheit sei, mit einer feministischen Sichtweise zu versehen.
Horna wurde zu einer legendären Fotografin, nachdem sie die Perspektive einer Frau auf den Krieg eingenommen hatte. Sie war in der Lage, sich auf den Blick hinter die Kulissen zu konzentrieren, was sie dazu brachte, die Auswirkungen des Krieges auf Frauen und Kinder zu porträtieren. Eines ihrer eindrucksvollsten Bilder ist der Tête de poupée (Puppenkopf). Horna arbeitete für verschiedene Zeitschriften, darunter Mujeres und S.NOB, in denen sie eine Reihe von Fétiches veröffentlichte, aber auch ihre kommerzielleren Aufträge enthielten oft surreale Züge.

## Biografie

### Junge Jahre
Kati Horna wurde 1912 als Tochter einer großbürgerlichen jüdischen Familie in Österreich-Ungarn in einer instabilen gesellschaftspolitischen Zeit geboren. Infolge des Ersten Weltkriegs erlitt Budapest, wo Horna aufwuchs, schwere wirtschaftliche Rückschläge, die sich in den Jahren zwischen den beiden Weltkriegen fortsetzten.
Ihr Vater war ein Bankier aus dem wohlhabenden Teil von Buda. Als er starb, bot die Fotografie Horna die Möglichkeit, ihren Lebensunterhalt zu verdienen und ihre politischen Ideale zu verwirklichen. Die Gewalt, die Gefahr und die Ungerechtigkeit, die sie damals umgaben, beeinflussten ihre Ideologie nachhaltig.
Als Teenager lebte Horna in Berlin, wo sie Bertolt Brecht kennenlernte und vom Bauhaus, dem Surrealismus und dem konstruktivistischen Künstler Lajos Kassak beeinflusst wurde, dessen Ansichten über die Fotografie als Mittel zur sozialen Veränderung sich mit Hornas Ansichten deckten. Ein weiterer wichtiger Einfluss auf ihre persönliche Ideologie war der marxistische Theoretiker Karl Korsch, der sie in radikaler Politik ausbildete, was ihre Liebe zur narrativen Fotografie noch verstärkte.
Im Alter von 20 Jahren nahm sie an einem Workshop des Fotografen József Pecsi teil. An dieser renommierten Schule in Budapest erlernte sie die grundlegenden fotografischen Techniken, dort lernte sie auch Robert Capa (damals unter dem Namen Endre Friedmann) kennen, und die beiden Fotografen blieben bis zu Capas Tod im Jahr 1954 befreundet. Zu den Kriegen, die Capa festhielt, gehörten der Spanische Bürgerkrieg und der Zweite Chinesisch-Japanische Krieg. Während Capa sein Objektiv auf die Schlacht richtete, machte die eher zurückhaltende Kati mitfühlende, visionäre Bilder von den vom Krieg Betroffenen und hielt die Widerstandsfähigkeit von Frauen im Belagerungszustand fest. Capa bevorzugte die Arbeit an den Frontlinien des Krieges und machte Aufnahmen wie The Falling Soldier (1936). Horna und Capa gehörten derselben linken politischen Bewegung an und porträtierten sich gegenseitig.
Als Capa 1933 nach Paris zog, folgte sie ihm und richtete ihre Aufmerksamkeit auf das Leben, das sie in den Straßen und Cafés der französischen Hauptstadt sah. Ihre Serien für die französische Agence Photo (1934) zeigen ihren scharfen Blick für Ironie und Spaß. Aus dieser Zeit stammen die Serien Flohmärkte (1933) und Reportage dans les Cafés de Paris (1934). Sie fotografierte nicht nur realistische Szenen, sondern wagte sich auch an experimentellere Arbeiten, die dem Surrealismus näher standen. Obwohl Horna große Popularität erlangte, zog sie es vor, sich aus dem Rampenlicht herauszuhalten und für kleinere Organisationen wie die Zeitschrift Umbral zu arbeiten.

### Spanischer Bürgerkrieg
1937, während des Spanischen Bürgerkriegs, zog sie nach Barcelona und erhielt von der republikanischen Regierung Spaniens und der Confederación Nacional del Trabajo den Auftrag, den Krieg zu dokumentieren und den Alltag der Gemeinden an der Front, z. B. in Aragonien, Valencia, Madrid und Lleida, festzuhalten. Sie fotografierte ältere Frauen, kleine Kinder, Babys und Mütter und wurde später wegen ihrer Motivwahl als visionär bezeichnet. Hornas Bilder, die in anarchistischen Zeitungen, Zeitschriften und Flugblättern veröffentlicht wurden, zeigten die brutalen Auswirkungen des Krieges auf die belagerte Zivilbevölkerung. Dies war eine andere Perspektive für eine andere Art von Krieg: der erste große europäische Konflikt, der nicht auf das Schlachtfeld beschränkt war. Sie war Redakteurin der Zeitschrift Umbral, wo sie ihren späteren Ehemann José Horna, einen Handwerker und Bildhauer, kennenlernte. Einige ihrer Fotos wurden auf Plakaten für die republikanische Sache verwendet. Horna arbeitete auch mit anderen Zeitschriften zusammen, von denen die meisten eine anarchistische Ideologie vertraten, wie z. B. Tiempos Nuevos, Libre-Studio, Mujeres Libres und Tierra y Libertad. Ihre Bilder von Szenen aus dem Bürgerkrieg verrieten nicht nur ihre republikanischen Sympathien, sondern verschafften ihr auch einen fast legendären Status.

### Frankreich
Zusammen mit José Horna flüchtete Kati 1939 nach Paris, nachdem sie von den faschistischen Behörden Spaniens vertrieben worden waren. Entsetzt über die große Armut, die zu dieser Zeit zu beobachten war, schlug Hornas Karriere eine neue Richtung ein: In Paris arbeitete sie als Reporterin für die Lutetia-Press. Horna traf auch ihren Freund Robert Capa wieder, der sie nicht nur zu poetischen Fotoerzählungen und inszenierten Aufnahmen inspirierte, sondern auch zu ihrem immer wiederkehrenden Thema der Masken und Puppen.
Während der Besetzung Frankreichs durch die Nazis heirateten Kati und José und suchten später Zuflucht in Mexiko, wo sie andere Künstler traf, die ebenfalls aus dem kriegsgeschüttelten Europa flohen: Remedios Varo, Benjamín Péret, Emeric Chiki Weisz, Edward James, Tina Modotti und Leonora Carrington. Kati Horna und diese Gruppe von Künstlern im Exil wurden zu einem engen Freundeskreis. Die Freundschaft zwischen Kati Horna, Remedios Varo und Leonora Carrington wurde später in der Ausstellung Surreal Friends 2010 gezeigt. Eine der bekanntesten Fotografien von Kati Horna zeigt Remedios Varo, die eine ihrer Masken trägt.

### Mexiko
Horna kam im Oktober 1939, im Alter von 27 Jahren, nach Mexiko. Mexiko wurde für sie zum „Mutterland“, und sie bekannte sich nur diesem Land gegenüber zu ihrem Patriotismus. Für den Rest ihres Lebens lebte sie in Mexiko und schrieb für Zeitschriften wie Todo (1939), Mapa (1940), Enigma (1941), El arte de cocinar (1944), Seguro Social (1944) und andere.
Die Zeitschrift Nosotros stellte sie 1944 als Vollzeitfotografin ein. Dort veröffentlichte sie Serien wie Títeres en la penitenciaría (Puppen im Zuchthaus) oder Porträts von Alfonso Reyes in seiner Bibliothek. Im Jahr 1958 war Horna Chefredakteurin der Zeitschrift Mujeres. In der zweiten Hälfte des 20. Jahrhunderts machte sie auch sporadische Aufträge für Revista de la Universidad de México, Mexico This Month, Tiempo, S.nob, Mujer de Hoy, Mujeres: Expresión Femenina, Revista de Revistas, Diseño, Vanidades, Arquitectura, Arquitectos de México, Obras. Sie führte auch experimentellere Projekte durch, die den Stempel des Surrealismus trugen.
Die Architektur war ein weiterer Bereich, den Kati Horna mit Interesse erforschte. Sie arbeitete mit verschiedenen Architekten wie Luis Barragán, Carlos Lazo und Ricardo Legorreta zusammen und dokumentierte Gebäude von historischem Wert, um deren Zustand zu dokumentieren. Horna veröffentlichte auch Fotos von kürzlich eingeweihten öffentlichen Gebäuden wie dem Museo Nacional de Antropología (Nationales Museum für Anthropologie), der Ciudad Universitaria (Universitätscampus) und der Biblioteca Nacional (Nationalbibliothek). Im Jahr 1967 fotografierte Kati Horna für den Architekten Pedro Ramírez Vázquez die vorolympischen Spiele. Hornas Interesse an der Architekturfotografie weitete sich auch auf die Aufnahme von verfallenen und baufälligen Gebäuden aus. Diese Seite ihrer Fotografie korrespondiert mit ihren Verbindungen zum Surrealismus, da die in diesen Arbeiten festgehaltenen Motive vielfältige interpretierbar sind.
Zwischen 1958 und 1963 war sie auch Professorin an der Escuela Nacional de Artes Plásticas, der Academia de San Carlos und der Universidad Iberoamericana. Zu ihren bekanntesten Werken zählen What Goes in the Basket (1939), La Castañeda (1945), Fetiches (1962), Ode to Necrophilia (1962), Sucedió en Coyoacán (1962), Mujer y Máscara (1963) und Una Noche en el Sanatorio de Muñecas (1963).
Kati Horna starb im Oktober 2000. Ihre Werke wurden in zahlreichen Ausstellungen in Mexiko, Spanien und anderen Ländern gezeigt.

## Vermächtnis
Während des Spanischen Bürgerkriegs hatte Horna ihre Rolleiflex-Kamera in Barcelona und anderen Orten in Katalonien für das Büro für Öffentlichkeitsarbeit der anarchistischen Bewegung CNT-FAI (Confederación Nacional del Trabajo und Federación Anarquista Ibérica) eingesetzt. Diese wurden vom Propagandakommissariat der CNT-FAI verwendet, um die Moral und die Aktionen im Kampf gegen die faschistische Bewegung in Spanien zu fördern. Nach dem Ende des Bürgerkriegs wurden ihre Fotografien zusammen mit anderen Dokumenten in Holzkisten zum Internationalen Institut für Sozialgeschichte (IISH) in Amsterdam transportiert. In den Kisten übersehen und vergessen, wurden die Fotografien von ihr und ihrer Kollegin Margaret Michaelis erst nach 80 Jahren von der spanischen Kunsthistorikerin und Kuratorin Almudena Rubio wiederentdeckt. Die meisten dieser Bilder waren nie veröffentlicht worden und wurden zum ersten Mal in einer Ausstellung in Madrid während des PhotoEspaña-Festivals im Juni 2022 präsentiert.

Hornas Bilder aus den vergessenen Kisten zeigen unter anderem Szenen von den Behandlungen der Menschen in einem Gefängnis, von Menschen, die sich in einem kollektivierten Friseursalon kostenlos die Haare schneiden lassen, von einer ehemaligen Kirche, die zu einer Schreinerei umgebaut wurde, und von Schützengräben an der Front in Aragonien. Anlässlich der Ausstellung in Madrid wurde Rubio zitiert:
„Das Vermächtnis der Arbeiten von Michaelis und Horna ist einzigartig, gerade weil es uns die von der offiziellen Geschichtsschreibung vernachlässigte revolutionäre Erfahrung der Nachhut zeigt, die von den Anarchisten der CNT-FAI initiiert wurde. Gleichzeitig erlaubt es uns, das Leben der beiden Fotografen während des Bürgerkriegs genauer zu rekonstruieren und ihre Arbeit im antifaschistischen Spanien besser zu verstehen.“

## Ausstellungen
- 1992: Kati Horna. Fotografías de la guerra civil española (1937-1938), Universität Salamanca (Spanien)
- 1995: Krinsky, Emma Cecilia García. Kati Horna: Recuento de una obra. Fondo Kati Horna, CENIDIAP-INBA, 1995.
- 29. Oktober – 21. November 2009: Retratos de la contienda, Palacio de la Merced, Córdoba (Spanien)
- 19. Juni – 12. September 2010: Surreale Friends: Leonora Carrington, Remedios Varo und Kati Horna, Pallant House Gallery, Chichester (Vereinigtes Königreich)
- 14. September – 26. November 2012: Nostalgia por lo perdido / Asombro por lo encontrado, Museo de Arte Contemporáneo de Oaxaca - MACO (Mexiko)
- 7. Dezember 2013 – 28. April 2014: Kati Horna, Museo Amparo, Puebla (Mexiko). Die Ausstellung wanderte ins Musée du Jeu de Paume, Paris (3. Juni – 21. September 2014) und ins Museo de Arte Contemporáneo de Monterrey – MARCO (30. Januar – 24. Mai 2015).
- 14. September – 17. Dezember 2016: Told and Untold: The Photo Stories of Kati Horna in the Illustrated Press Archived 2016-08-09 at the Wayback Machine, Americas Society, New York (USA)

## Referenzen
1. 1 2 3 4  Hayes, Fiona: Review: Kati Horna, Jeu de Paume, Paris. The United Nation of Photography, 18. Juni 2014, abgerufen am 15. September 2023 (amerikanisches Englisch).
2. ↑  Brown, Kendall: Women in World History: A Biographical Encyclopedia. Yorkin Publications, Detroit 2002, S. 474–475 (galegroup.com).
3. 1 2 3  Aspley, Keith: Historical Dictionary of Surrealism. 2010, ISBN 978-0-8108-5847-3 (proquest.com).
4. 1 2  Budapest History – History of Budapest, Hungary. In: www.budapest.com. Abgerufen am 20. September 2023.
5. ↑  Simpson, Pamela H.: Review of Surreal Friends, Leonora Carrington, Remedios Varo and Kati Horna. In: Womenˋs Art Journal. Nr. 32, ISSN 0270-7993, S. 57–59, JSTOR:41331107.
6. 1 2 3  Kati Horna. Michael Hoppen Gallery, abgerufen am 20. September 2023 (englisch).
7. ↑  The Many Journeys of Photographer Kati Horna. In: sothebys.com. Abgerufen am 15. September 2023.
8. ↑  Hodges, Kate: I Know a Woman: The inspiring connections between the women who have shaped our world. 2018, ISBN 978-1-78131-771-6 (google.com).
9. 1 2  Naggar, Carol: Surrealist images of the Spanish Civil War. Time, 20. August 2014, abgerufen am 16. September 2023 (englisch).
10. ↑  Lewis, Emma: Photography, A Feminist History. Chronicle Books, 2021, ISBN 978-1-79721-477-1 (google.com).
11. ↑  Mercado, Dolores: Women Artists of Modern Mexiko. 2010, ISBN 978-1-889410-05-0.
12. ↑  von Hartenthal, Mariana: Kati Horna. In: Hammer. Abgerufen am 15. September 2023.
13. ↑  Horna, Kati: Kati Horna: Recuento de una obra. Mexiko 1995, ISBN 978-970-91570-0-0 (spanisch).
14. ↑  Fort, Susan Ilene: In Wonderland: The Surrealist Adventures of Women Artists in Mexico and the United States. Prestel USA, 2012, ISBN 978-3-7913-5141-4.
15. ↑  Andrade, Lourdes: Fotografias arquitectónicas de Kati Horna. In: Artes de México. Nr. 56, ISSN 0300-4953, S. 10–13, JSTOR:24314079.
16. ↑  Lane, Guy: Lost photos from Spanish civil war reveal daily life behind anti-fascist lines. the Guardian, 10. Juni 2022, abgerufen am 15. September 2023.

| Personendaten    | Personendaten                                                          |
| ---------------- | ---------------------------------------------------------------------- |
| NAME             | Horna, Kati                                                            |
| ALTERNATIVNAMEN  | Deutsch, Katalin (Geburtsname)                                         |
| KURZBESCHREIBUNG | mexikanische Fotojournalistin, surrealistische Fotografin und Lehrerin |
| GEBURTSDATUM     | 19. Mai 1912                                                           |
| GEBURTSORT       | Budapest                                                               |
| STERBEDATUM      | 19. Oktober 2000                                                       |
| STERBEORT        | Mexico City                                                            |